# Blackpool Tower
Der 158 Meter hohe Stahlfachwerkturm Blackpool Tower ist das Wahrzeichen der englischen Küstenstadt Blackpool in der Grafschaft Lancashire. Er wurde am 14. Mai 1894 eingeweiht und war zum Zeitpunkt der Fertigstellung das höchste Bauwerk im Vereinigten Königreich. Der Eiffelturm in Paris diente als architektonisches Vorbild. Er ist für Besucher öffentlich zugänglich und verfügt über drei Aussichtsplattformen in 116, 125 und 131 Metern Höhe. Der Blackpool Tower zählt zu den wichtigsten Sehenswürdigkeiten der Stadt wie auch der Region Nordwest-England. Wegen seiner großen Bedeutung wurde er mit der höchsten Klassifizierung („Grade I“) in die amtlichen Denkmallisten des Vereinigten Königreichs aufgenommen. Im Basisgebäude am Fuße des Blackpool Tower befindet sich ein traditionsreicher Zirkus, der zeitgleich mit dem Turm eröffnet wurde und seither regelmäßige Vorstellungen gibt. Der Turm wird jährlich von rund 650.000 Touristen besucht und diente von 1992 bis 2020 als Sender für ein UKW-Radioprogramm und wird weiterhin für Funkdienste genutzt.

## Beschreibung

### Lage

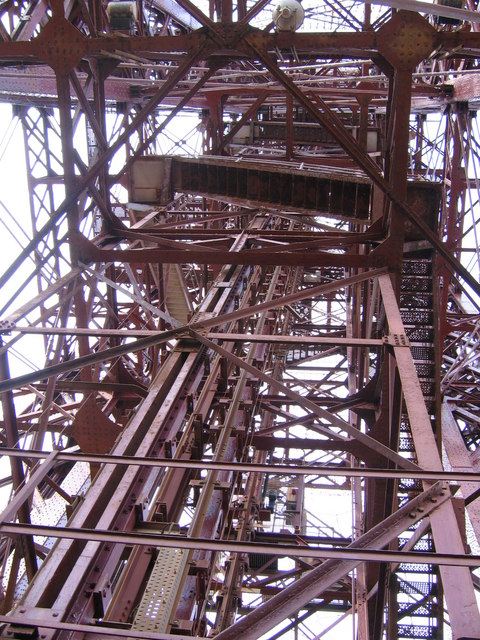
Blick auf die Fachwerkstruktur des Blackpool Tower

Der Blackpool Tower steht mittig zwischen dem North und dem Central Pier an der Uferpromenade in unmittelbarer Nähe zur Irischen See. Er ist von vielen Teilen der Stadt aus gut sichtbar. Am Blackpool Tower ist ein Haltepunkt der Straßenbahn Blackpool, deren Streckenführung entlang der Uferstraße verläuft.
Der Turm steht nicht frei, sondern ist Teil eines touristisch genutzten Bauwerkkomplexes. Die Turmbasis ist vollständig in einen rötlichen Backsteinbau integriert. Dieser wuchtige, im Viktorianischen Baustil erstellte Bau mit einer Grundfläche von 5050 Quadratmetern ist an den Ecken abgerundet. Die Höhe des Basisbaus entspricht dabei der Höhe der benachbarten Bauwerke.

### Architektur und Bautechnik
Der Stahlfachwerkturm steht wie der Eiffelturm auf vier Füßen. Die von den Füßen ausgehende Trägerkonstruktion verjüngt sich mit zunehmender Höhe des Turms. Jeder Fundamentblock besteht aus einem knapp 390 Kubikmeter großen Betonquader (10,3 × 10,3 × 3,6 Meter). Die Ecken der Turmfüße bilden im Grundriss ein Quadrat mit einer Seitenlänge von 29,8 Metern. Die relativ geringen Ausmaße der Turmbasis resultieren aus den vorgegebenen Platzverhältnissen und der Nähe zu den Nachbargrundstücken.
Aus jedem Fundamentfuß erwachsen vier parallel verlaufende Säulen, die bis zu einer Höhe von 25,8 Metern über dem Grund reichen. Dieser Teil des Turmes ist nur von innen im Bereich der Zirkusmanege sichtbar. In gleichbleibenden Abständen von neun Metern verstärken Querstreben die Basiskonstruktion des Turms. Die zwischen den einzelnen Stockwerken verlaufenden Zuganker mit einem variablen Durchmesser von 5 bis 8,2 Zentimeter, wirken den diagonal verlaufenden Scherspannungen entgegen. Der Turmschaft aus Stahlfachwerk besteht aus einem Gerüst aus vergitterten Stützen, die mit verschiedenen Streben, Winkeln und Platten über Eckbleche durch Bolzen und Niete miteinander verbunden sind.

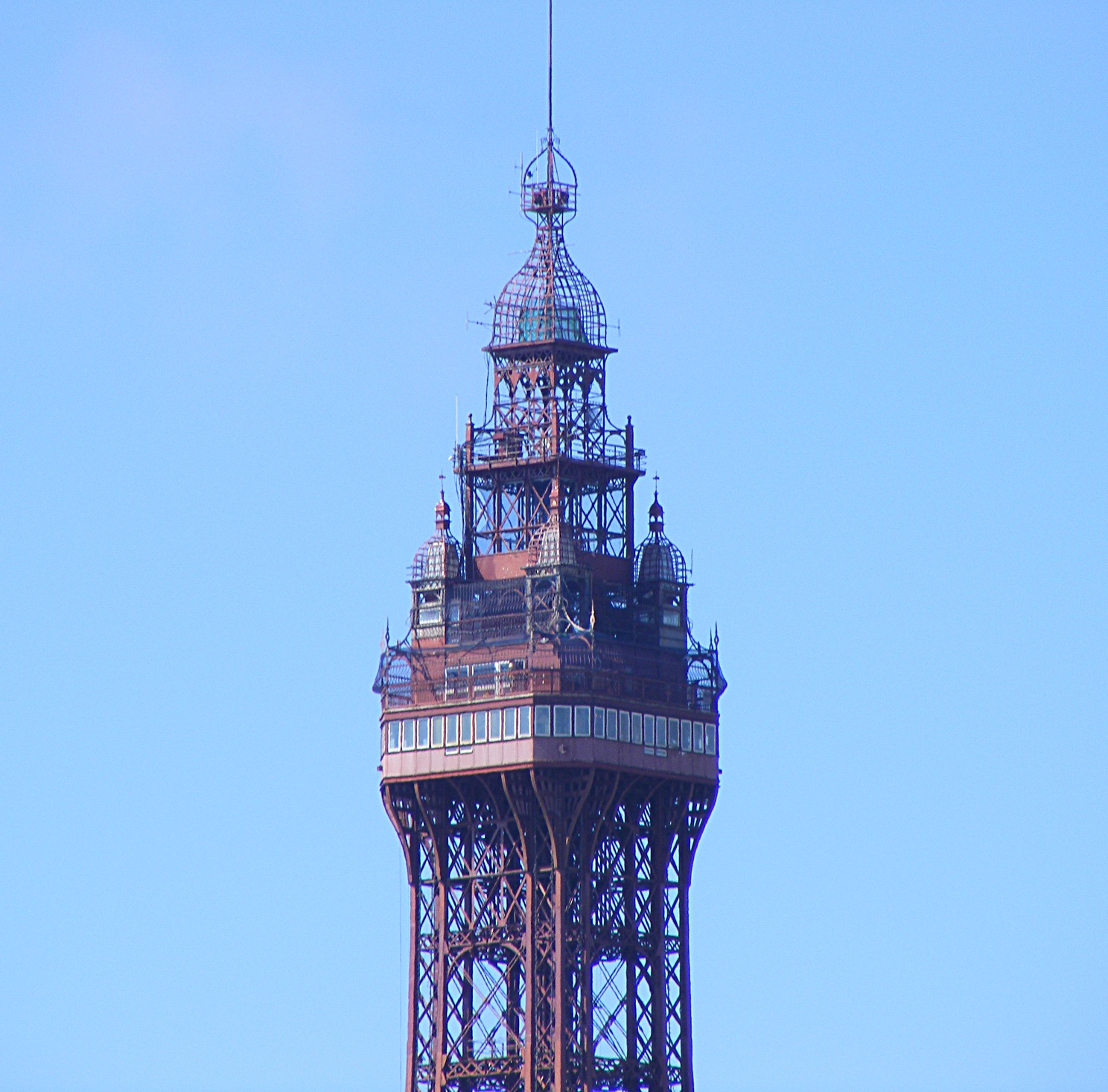
Turmkorb des Blackpool Tower

In einer Höhe von 116 Metern befindet sich die auskragende, balkonartig ausgebildete untere Besucherplattform. Sie stellt den untersten Teil des orientalisierten Turmkorbes dar. Auf dieser Ebene befindet sich ein Glasboden, der den Blick nach unten ermöglicht. Über eine Wendeltreppe gelangen Besucher zu zwei weiteren und höher gelegenen, sich nach oben verjüngenden Aussichtsplattformen. Diese Plattformen bieten Platz für bis zu 600 Besucher. Die Etagen oberhalb der für Besucher zugänglichen Stockwerke dienen ausschließlich als Betriebsgeschosse. Das oberste Betriebsgeschoss ist ein Krähennest, das im Durchmesser rund 1,80 Meter misst und auf seiner Spitze einen röhrenförmigen, rund 10 Meter hohen Fahnenmast trägt. Das Krähennest ist von der unteren Plattform aus über 563 Treppenstufen erreichbar. Baulich erinnert die geschwungene, zeltartig gestaltete Spitze des Turmkorbs an einen Pavillon. Diese filigran wirkende Formgebung wird zusätzlich im dritten Geschoss aufgegriffen, dessen vier abgesetzte Ecken ebenso in Form eines Pavillons bekrönt werden.

### Aufzüge

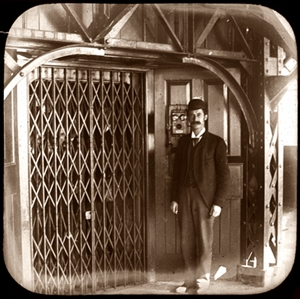
Aufzug mit Personal (1895)

Die Auffahrt im Blackpool Tower erfolgte durch zwei Aufzüge der Otis Elevator Company. Schon seit Eröffnung des Bauwerks konnten diese unabhängig voneinander betrieben werden, was damals nicht selbstverständlich war. Beispielsweise wurden am Eiffelturm ursprünglich zwei gegenläufige Aufzüge verwendet. Um am Eiffelturm den enormen Höhenunterschied bis zur dritten Plattform zu bewältigen, diente die jeweils andere Aufzugkabine als Gegengewicht und bewegte sich zeitgleich in die entgegengesetzte Richtung. Gestalterisch war die Wartehalle vor den Aufzügen ursprünglich als altenglisches Dorf umgesetzt. Ab 1904 wurde das Ambiente dann in ein Chinatown verwandelt. Neben Drachenfiguren, chinesischen Mustern zierten angedeutete Pagodendächer den Wartebereich. Dieses wurde später dann von einer orientalischen Lounge ersetzt.
Die Aufzüge wurden ursprünglich hydraulisch betrieben. Anfänglich pumpte eine 1894 installierte gasbetriebene Maschine Wasser in die hydraulischen Leitungen und sorgte damit für die Fortbewegung. Der gasbetriebene Verbrennungsmotor von Crossley Brothers trieb je zwei Zylinder an, die jeweils einen Hub von 5,18 Meter hatten; die Hydraulikkolben hatten einen Durchmesser von 68,5 Zentimeter. Jeder Kolben bestand aus einem massiven Eisenblock von 120 Tonnen. 15 Zentimeter starke Rohre übertrugen den erforderlichen Druck auf die Kolben, die sich auf 10 Meter beziehungsweise 26 Metern in den Turmfüßen befanden. Drei Wasserspeicher befanden sich an der Basis des südwestlichen Turmfußes. Jede der beiden Kabinen wog rund sechs Tonnen und konnte bis zu 25 Personen befördern. Die Aufzüge mussten eine Höhendifferenz von 99 Meter bewältigen. Die Auffahrt dauerte 55 Sekunden, die Rückfahrt nach unten 33 Sekunden. An Spitzentagen absolvierte die Aufzuganlage in 14 Stunden rund 500 Fahrten und brachte rund 12.000 Besucher zu den Aussichtsplattformen.
Diese erste Anlage wurde fast 60 Jahre betrieben. Zwischen 1952 und 1957 wurde sie durch eine elektrisch betriebene ersetzt. Die Elektrik, Generatoren und Steuerinstrumente wurden von Otis Elevator Co. Ltd installiert. Das Winden- und Bremssystem kam von Robey’s. Für den Umbau war es nötig, einen völlig neuen Maschinenraum im Dach des Turmkorbs zu errichten. Die Trommel der Seilwinde misst 2,43 Meter im Durchmesser und wird mit einem Gleichstrommotor mit 88 kW betrieben. Darüber hinaus wurde der Aufzug mit mehreren Sicherheitsmechanismen ausgestattet. Beispielsweise setzt bei 20-prozentiger Überschreitung der festgesetzten Höchstgeschwindigkeit ein Bremssystem ein. Darüber hinaus ist eine manuelle Steuerung über einen gesonderten Kreislauf möglich.

### Farbe und Beleuchtung

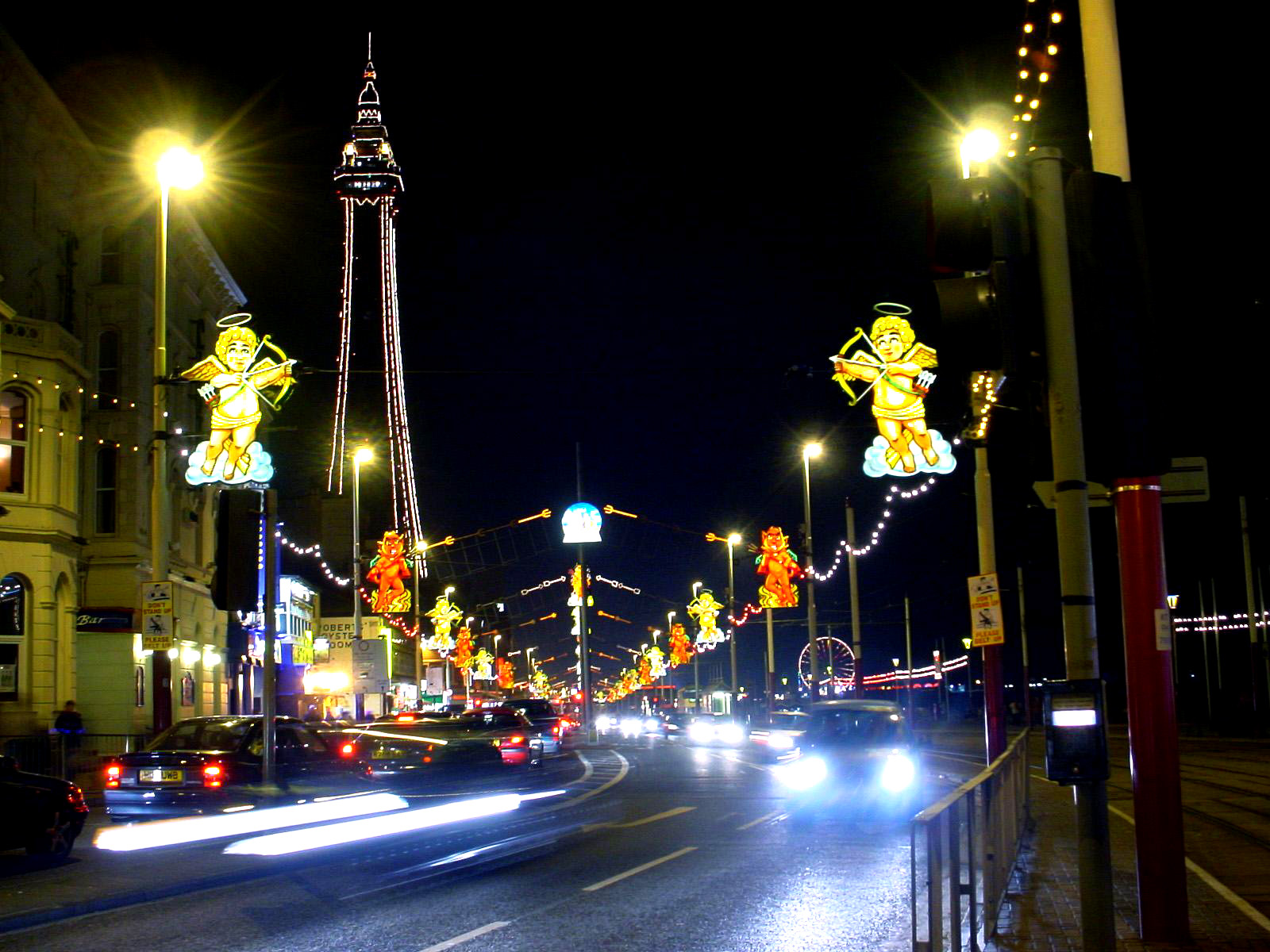
Der Turm während der Blackpool Illuminations

Bis 1935 war der Fachwerkbau magentafarben gestrichen, danach wechselte die Farbe auf ein dunkles Rot. Jeder Anstrich brauchte rund neun Tonnen Farbe. Aufgrund der mit Meersalz angereicherten Luft wirkt das Rot sehr dunkel und mutet manchmal eher schwarz an. An sehr windigen Tagen lagert sich das Salz bis auf 91 Meter des Turmschafts ab. Die Malerarbeiten werden von schwindelfreien Handwerkern vorgenommen, den sogenannten „stick-men“. Trotz vieler Sicherheitsvorkehrungen kam in den 1960er Jahren ein Arbeiter ums Leben, als die Latte abbrach, auf der er stand. Zum 25-jährigen Thronjubiläum von Königin Elisabeth II. erhielt der Turm im Jubiläumsjahr 1977 ausnahmsweise einen silbernen Anstrich.
Zum ersten Mal wurde der Blackpool Tower im Herbst 1925 mit farbigem Licht angestrahlt. Das Bauwerk gehört zum festen Bestandteil des jährlichen stadtweiten Lichterfestes Blackpool Illuminations. Bis zur Renovierung 2011 wurde der Turm durch 10.000 Glühbirnen beleuchtet, seither wird der Turm nachts von 3.500 energiesparenden Leuchtdioden illuminiert.

### Sender
Die Turmspitze des Blackpool Tower wurde von 1992 bis 2020 für die Abstrahlung des analogen UKW-Lokalradioprogramms RadioWave 96.5 verwendet. Der Sender stellte seinen Betrieb am 31. August 2020 infolge einer Fusion zum Netzwerk Greatest Hits Radio North West mit anderen Sendern der Region ein. Die Leistung der UKW-Sendeanlage betrug 400 Watt.
| Programm       | RDS PS   | RDS PI | Frequenz (MHz) | ERP (kW) |
| -------------- | -------- | ------ | -------------- | -------- |
| RadioWave 96.5 | The_WAVE | C886   | 96,5           | 0,1      |

Der Sender wurde in einem Radius von etwa 22 Kilometer um Blackpool empfangen und umfasste auch die nördlich gelegene Küstenstadt Fleetwood. Zum Sendegebiet gehörte außer der Stadt die südliche Küstenregion Fylde bis etwa Southport. Weitere nationale oder regionale Medienanstalten machen von dem Turm als Sender nicht Gebrauch, da im Landesinneren bereits eine ausreichende Abdeckung des Gebiets um Blackpool herum besteht. Darüber hinaus befinden sich im Turm weitere Nichtrundfunkdienste.

## Geschichte

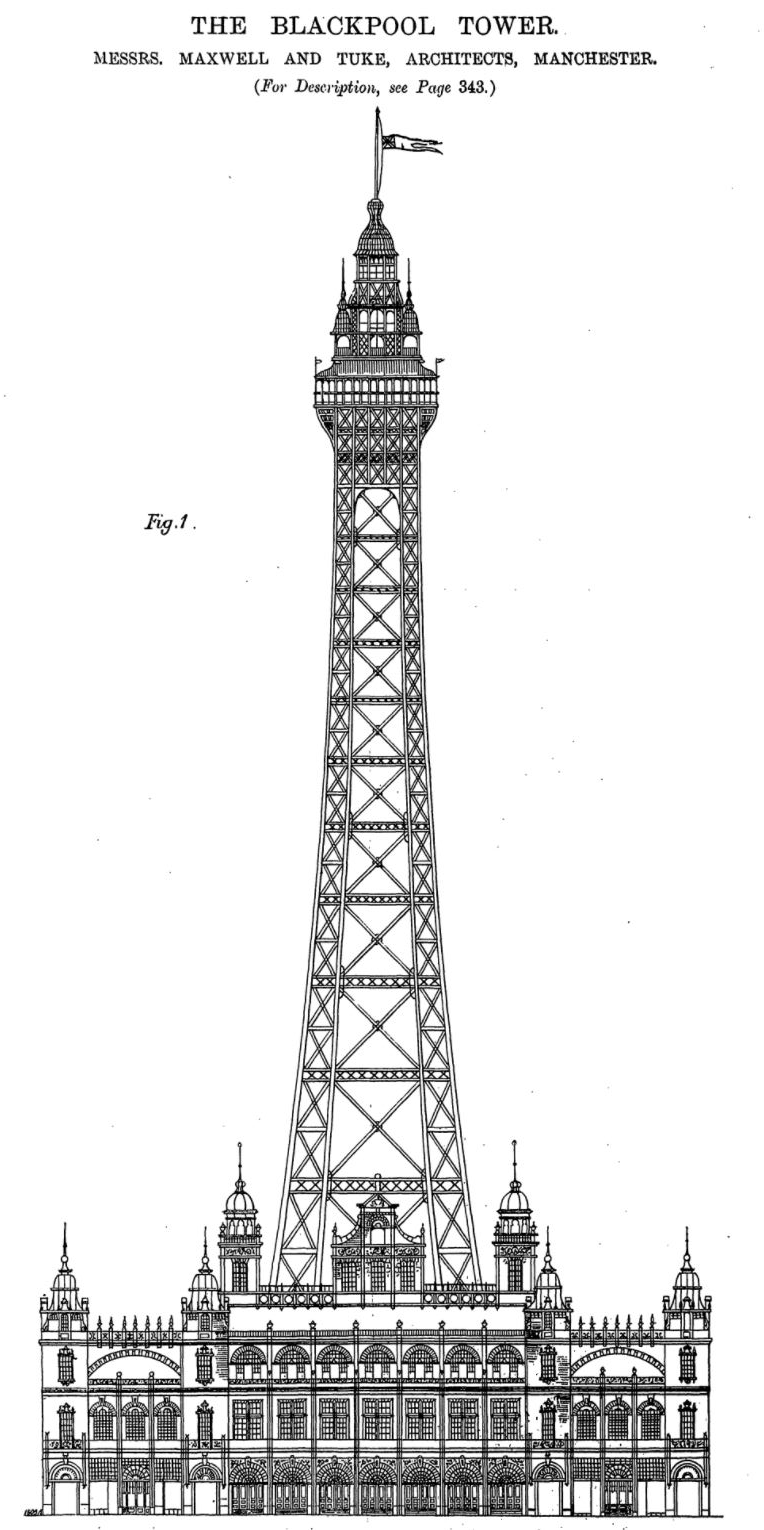
Skizze zum Blackpool Tower (1893)

### Idee und Hintergrund
Die Idee zum Bau des Turms kam dem aus London stammenden Hotelier Sir John Bickerstaffe nach seinem Besuch der Pariser Weltausstellung 1889. Der eigens für die Ausstellung errichtete Eiffelturm beeindruckte Bickerstaffe, der zugleich von 1889 bis 1891 Bürgermeister von Blackpool war, dermaßen, dass er nach seiner Rückkehr eine Kommission aus Geschäftsleuten ins Leben rief, um einen ähnlichen Turm in Blackpool zu erbauen. Zeitgleich entstanden landesweit andere Turmbauprojekte, die dem Eiffelturm nacheifern wollten. Dass solche Vorhaben mit Risiken verbunden waren, zeigte sich am parallel begonnenen Bau des Watkin’s Tower in London. Der Turm orientierte sich ebenfalls am Pariser Vorbild und sollte ihn sogar um einige Meter übertreffen. Das Unternehmen scheiterte schließlich an der finanziellen Machbarkeit und wurde eingestellt, obwohl der Turm bereits eine Höhe von 47 Metern erreicht hatte.
Das Turmbauprojekt in Douglas, dem Hauptort der Isle of Man, musste bereits kurz nach Errichtung der Fundamente im Oktober 1890 beendet werden. Das Seebad in Morecambe wollte mit einem rund 70 Meter hohen Turm in direkte Konkurrenz zum südlich gelegenen Blackpool treten. Das 1898 errichtete Bauwerk wurde allerdings zu Beginn des Ersten Weltkriegs für die Produktion von Munition abgetragen.
Der Blackpool Tower selbst wurde zum Vorbild für den im Jahr 1900 eröffneten New Brighton Tower, der einem ähnlichen Aufbau mit einem Basishaus und einem Stahlgitterturm hatte. Dieser nahm ihm den Titel des höchsten Bauwerks des Vereinigten Königreichs ab. Der New Brighton Tower wurde aufgrund seiner Baufälligkeit bereits ab 1919 abgebrochen.

### Planung und Bau
Die Kommission von Bickerstaffe beauftragte die beiden Architekten James Maxwell und Charles Tuke aus Lancashire, einen Entwurf für den Gebäudekomplex anzufertigen. Die Berechnungen für die Turmkonstruktion führte der Ingenieur R. J. G. Reade aus. Den konstruktiven Ingenieurbau führte Heenan & Froude aus. Die Firma aus Manchester war auch für die elektrische Beleuchtung der Aquarien zuständig, die eine der Attraktionen des Blackpool Tower war. Aufgrund der starken Anlehnung an das Pariser Vorbild erwog man ursprünglich sogar, den Turm Blackpool Eiffel Tower zu nennen.
Am 19. Februar 1891 gründeten die Investoren mit einem Startkapital von 150.000 Pfund Sterling die Blackpool Tower Company Limited für das Bauvorhaben; Bickerstaffe selbst beteiligte sich mit 20.000 Pfund. In der Projektphase ging man zunächst von deutlich niedrigeren Baukosten aus, nämlich rund 40.000 Pfund. Zusätzlicher Stahl für höhere Sicherheit ließ die Kosten jedoch steigen. Das Bauwerk war das erste Projekt in dem Badeort, das von außerhalb finanziert wurde. Ein dubioser Übernahmeversuch durch die Baugesellschaft des in derselben Zeit errichteten Douglas Tower konnte von Bickerstaffe schlussendlich abgewendet werden.
Am 25. September 1891 wurde im Beisein der örtlichen Prominenz der Grundstein durch den Abgeordneten Sir Matthew White Ridley mit einer Zeitkapsel feierlich gelegt. Die Gründungsarbeiten fanden im Winter 1891/1892 statt. In Bezug auf die Fundamente des Turms hielt sich jahrzehntelang das Gerücht, dass diese zwecks erhöhter Flexibilität bei starken Winden auf bewegungsdämpfend wirkenden Baumwollballen gelagert seien. Diese Behauptung stellte John Bickerstaffe selbst auf, als er zum Bau befragt wurde. Seine ironische Bemerkung war rein symbolisch gemeint, denn der Turm wurde unter anderem von vielen Baumwollarbeitern aus Lancashire erbaut.
Der Bau erforderte insgesamt rund 2.500 Tonnen Stahl sowie fünf Millionen Backsteine für den Sockelbau. Für die Vernietung kam ein hydraulisches Verfahren der Firma Fielding & Platt zum Einsatz. Etwa 200 Bauarbeiter waren an den Arbeiten beteiligt. Ein Arbeiter verunglückte während der Bauarbeiten durch einen Sturz aus 100 Metern Höhe. Die Baukosten für den gesamten Komplex betrugen schlussendlich 298.280 Pfund, was inflationsbereinigt 2006 rund 40 Millionen Pfund entsprach. Von den Gesamtkosten entfielen nur 42.000 Pfund auf die Turmkonstruktion an sich. Gemessen an den Kosten des Eiffelturms in Höhe von umgerechnet 298.000 Pfund war dies nur ein Bruchteil. Die Kosten der Turmkonstruktion des New Brighton Tower beliefen sich auf 60.000 Pfund. Damit war der Blackpool Tower gemessen an seiner Höhe der günstigste unter diesen drei Turmbauten.
Die Errichtung des Turms erwies sich nicht nur als technische herausragende Leistung, sondern wurde auch zu einem touristischen Anziehungspunkt und verhalf der Stadt Blackpool zu einem steten Wachstum. In einem der ersten Reiseführer, der den Blackpool Tower erwähnte, wurde er dementsprechend überschwänglich beschrieben:

„The successfus erection of the Tower, in itself one of the greatest engineering feats of modern times, formes only one portion of their gigantic undertaking. To this must be added the completion of the extensive block of buildings clustered round the Tower Basement, another great triumph of the architect’s art and the builder’s skill.“

„Die erfolgreiche Errichtung des Turmes, für sich selbst genommen bereits eine der größten technischen Meisterleistungen der modernen Zeit, zeigt auch nur eine Seite seines gigantischen Unterfangens. Dazu muss noch die Fertigstellung der ausgedehnten Basisbauten um den Turmfuß erwähnt werden, die einen weiteren großartigen Triumph der architektonischen Kunst und der Fähigkeiten ihrer Erbauer darstellt.“

### Eröffnung und erste Betriebsjahre

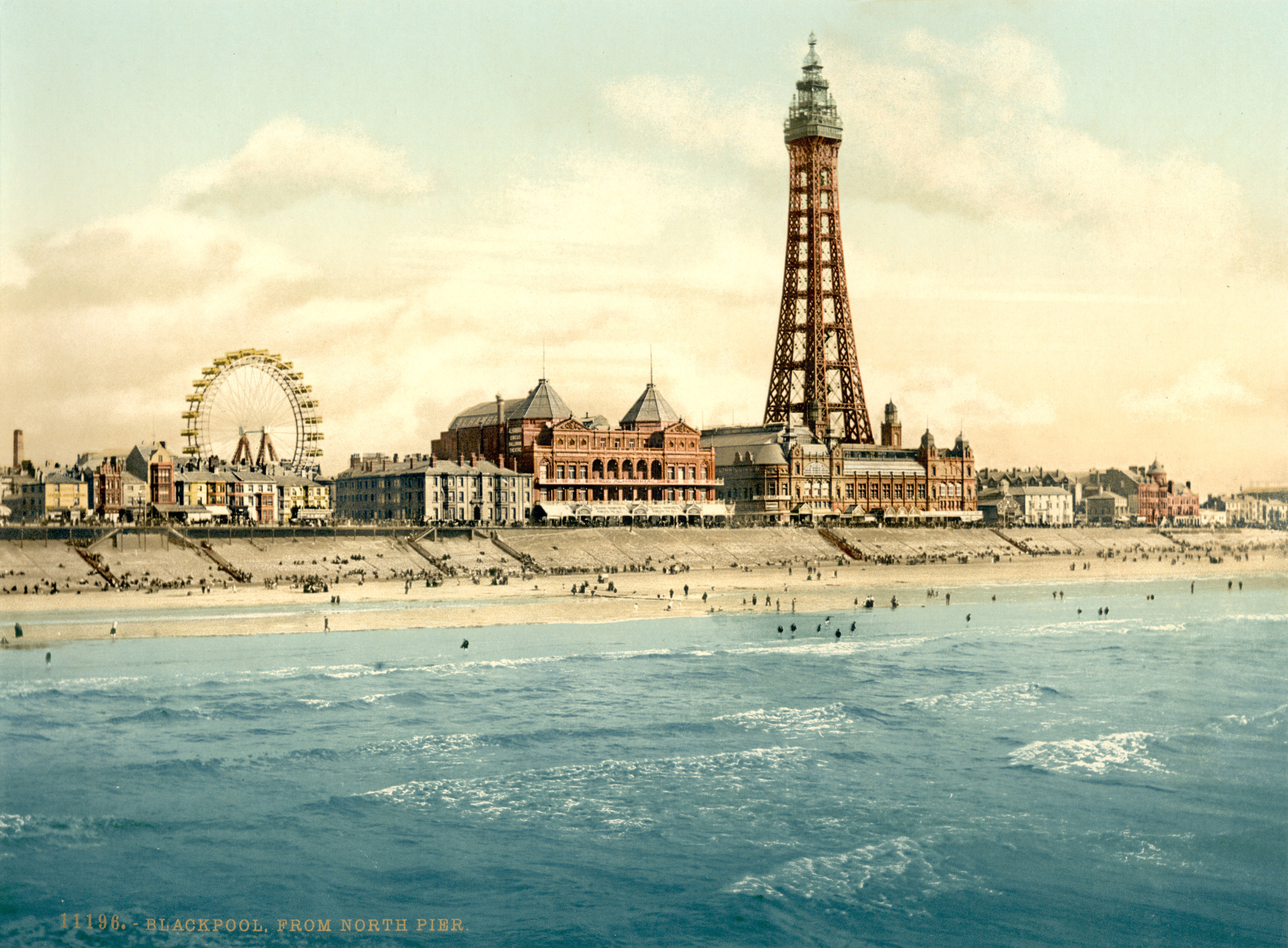
Postkartenansicht des Blackpool Tower vom North Pier (um 1896)

Bereits im September 1893 wurde lokalen Journalisten vorab die Turmbesteigung über Behelfsleitern ermöglicht. Die offizielle Eröffnung fand am 14. Mai 1894 in feierlichem Rahmen statt. Damals betrug das Eintrittsgeld 6 Pence, ebenso die Turmauffahrt mit dem Fahrstuhl und weitere 6 Pence für den Besuch der Zirkusvorstellung. Insgesamt fuhren am Eröffnungstag etwa 3000 Interessierte bis zur Aussichtsplattform in der Turmspitze. Die beiden Aufzüge von Otis brachten die Besucher von 16,7 Metern Höhe bis auf die Plattform in 115 Meter. Von dort führten Treppen weiter hinauf. Die Lifte waren im Gegensatz zu denen im Eiffelturm so gebaut, dass sie unabhängig voneinander Personen herauf und hinunter befördern konnten. Im Turmbauwerk befindliche Aggregate produzierten zu Beginn noch den Strom für den Eigenbedarf des Blackpool Tower.
Am 22. Dezember 1894 geriet der unter norwegischer Flagge laufende kanadische Dreimaster Abana auf dem Weg von Liverpool nach Florida in einem Sturm. Die Mannschaft hielt den kürzlich errichteten Blackpool Tower für einen Leuchtturm und steuerte so Richtung Küste, wo das Schiff am Strand von Little Bispham zerschellte. Die Wrackteile des Schiffs sind bei Ebbe heute noch zu sehen.

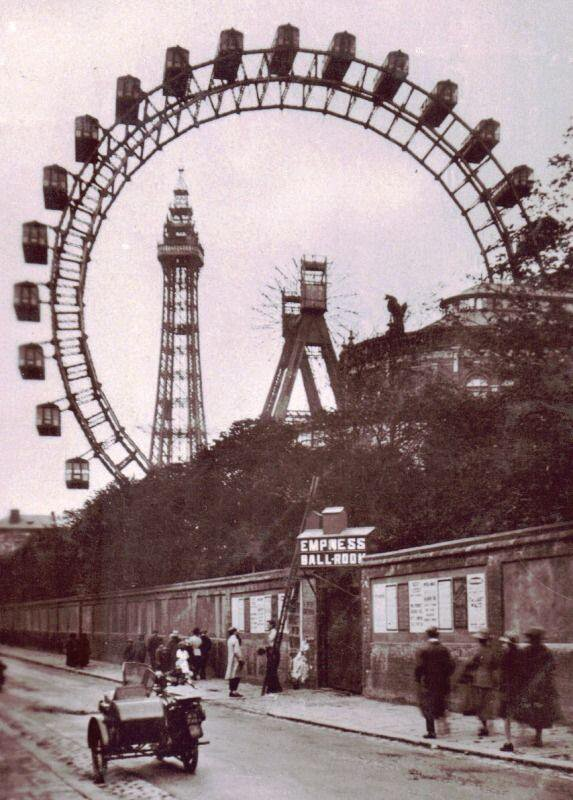
Riesenrad und Turm (Hintergrund): die zwei Konkurrenten in Blackpool

Die Errichtung des Blackpool Towers brachte Millionen von Urlaubern in die Stadt und diese wurde zunehmend zu einem Unterhaltungszentrum ausgebaut. Davon profitierte auch der 1878 eröffnete Unterhaltungskomplex Winter Gardens. Seine Betreiber begannen mit der Turmerrichtung ein regelrechtes Wettrüsten und warben so um Aufmerksamkeit von Besuchern.  Zu einem bemerkenswerten Wettstreit kam es, als 1896 auf dem Gelände des Winter Gardens das rund 70 Meter hohe Riesenrad Blackpool errichtet wurde. Die Presse bezeichnete diese Rivalität als „Battle of the Giants“ („Kampf der Giganten“). 1928 wurde das Riesenrad infolge der Insolvenz der Betreibergesellschaft und der Übernahme des Eigners der Turmgesellschaft wieder abgetragen.

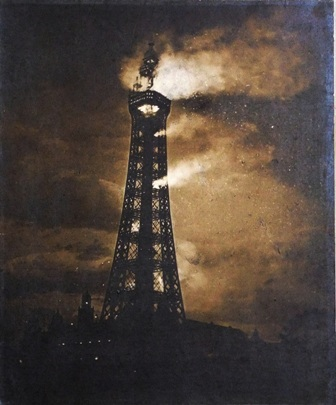
Turmbrand 1897

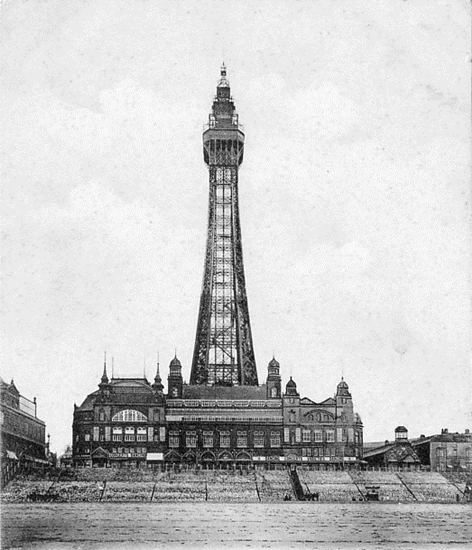
Turm mit Basishaus (1902), Blick von der Meeresseite

Am späten Donnerstagabend des 22. Juli 1897 brach gegen 23 Uhr ein Feuer in der oberen Hälfte des Turmschaftes aus, das sich bis zur Turmspitze ausbreitete. Als Brandursache wird ein Kurzschluss im elektrischen System vermutet. Für die Einsatzkräfte der Feuerwehr war es unmöglich, das Feuer am Turm selbst zu löschen. Drei Feuerwehrkräfte stiegen die Metallleiter in Richtung der obersten Plattform hinauf und mussten unverrichteter Dinge umkehren, als heiße Trümmerteile auf sie herabstürzten. Daher beschränkte sich die Feuerwehr darauf, die Ausbreitung des Feuers auf umliegende Bauwerke zu verhindern. Gegen Mitternacht erreichte der Brand seinen Höhepunkt. Nachdem die brennbaren Materialien im Turm abgebrannt waren, erlosch das Feuer im Laufe der folgenden Stunden von selbst. Der Turm blieb bei der Katastrophe in seiner Struktur weitgehend unversehrt. Bis auf einen Verletzten gab es keine Opfer, da sich zum Unglückszeitpunkt niemand mehr in der Spitze des Turms befand. Allerdings fiel eines der Gegengewichte des Aufzuges in die Zirkuslogen. Da das Entfernen zu kostspielig gewesen wäre, wurde es hinter einer Spiegelwand verborgen. Die Turmauffahrt blieb bis zum Saisonende geschlossen. Im Zuge der Reparatur des Aufzugsystems wurde auch ein Sicherheitsbremssystem installiert und die ehemals hölzernen Böden der Plattform wurden durch Betonböden ersetzt.
Der geglückte Flugversuch der Brüder Wright im Jahr 1903 veranlasste 1909 den Besitzer des Daily Mail, Lord Northcliffe, einen Flugwettbewerb in Blackpool zu veranstalten. Den Vorschlag unterbreitete Northcliffe der Stadtregierung, die darin die Möglichkeit sah, durch diese Attraktion eine große Menge Besucher in die Stadt zu locken. John Bickerstaffe war von dieser Idee ebenfalls überzeugt und bot ein Preisgeld von 150 Pfund für den Flieger an, der es als erster schaffte, rund um den Blackpool Tower zu fliegen. Allerdings wurde er von besorgten Anwohnern gezwungen, sein Angebot zurückzuziehen, da die Gefahr eines Unfalls als zu groß eingeschätzt wurde.
Aufgrund mangelnder Pflege der Stahlfachwerkkonstruktion korrodierte der Stahl mit den Jahren. Der Anstrich wurde bis in die 1920er Jahre nicht erneuert. In den Jahren 1921 bis 1924 musste daraufhin das Stahlgerüst restauriert und teilweise ersetzt werden. Bickerstaffe stiftete für diese Arbeiten 100.000 Pfund. Während des Ersten Weltkrieges blieb die Aussichtsplattform für die Öffentlichkeit gesperrt. Zur selben Zeit wurde der Ballsaal für öffentliche Kinovorführungen genutzt. In der Folge entstanden auch in Blackpool Filme, sowohl in und am Turm, die zumeist in Koproduktion mit der Turmgesellschaft gedreht wurden. Zu den bekanntesten zählt der Stummfilm Hindle Wakes aus dem Jahr 1927.
Im Jahre 1930 starb John Bickerstaffe, der Initiator des Turmbauprojekts und Eigner des Turms.

### Militärische Nutzung während des Zweiten Weltkriegs
Bereits in den ersten sechs Tagen nach dem Kriegseintritt Großbritanniens in den Zweiten Weltkrieg im September 1939 wurden die Vergnügungsstätten zunächst zwangsweise geschlossen. Nach einem Protest der Mitarbeiter nahm die Regierung jedoch diesen Schritt wieder zurück, da die geöffneten Einrichtungen gerade in Kriegszeiten einen stärkeren Nutzen haben würden.
Im Jahr 1940 mussten 12,2 Meter des Turmkorbs an der Turmspitze einer Radaranlage für die Royal Air Force weichen. Zu diesem Zweck wurden eine Holzkonstruktion mit Empfangsantennen errichtet, sowie eine Reihe von weiteren Stahlauslegern zur Installation von Sendeantennen. Dabei mussten einige technische Hindernisse überwunden werden, wie beispielsweise die störende Interferenz durch die Stromleitung der nahe verlaufenden Straßenbahn, aber auch die Stahlfachwerkkonstruktion des Turms selbst. Der Blackpool Tower war Bestandteil des sogenannten Chain Home, eines Ringes von Küstenradarstationen in Großbritannien.
Neben der Radarüberwachung wurde der Turmkorb vom Militär auch zur Observation der Irischen See verwendet. Auch der nationalen Feuerwehr (National Fire Service) diente er zu Überwachungszwecken. Die Royal Air Force nutzte den Ballsaal, während die Royal Artillery Vorträge und Schulungen im Tower Circus abhielt. Abends dienten die Räume der Unterhaltung sowohl der Truppen als auch der Urlauber.

### Entwicklung zur modernen Touristenattraktion

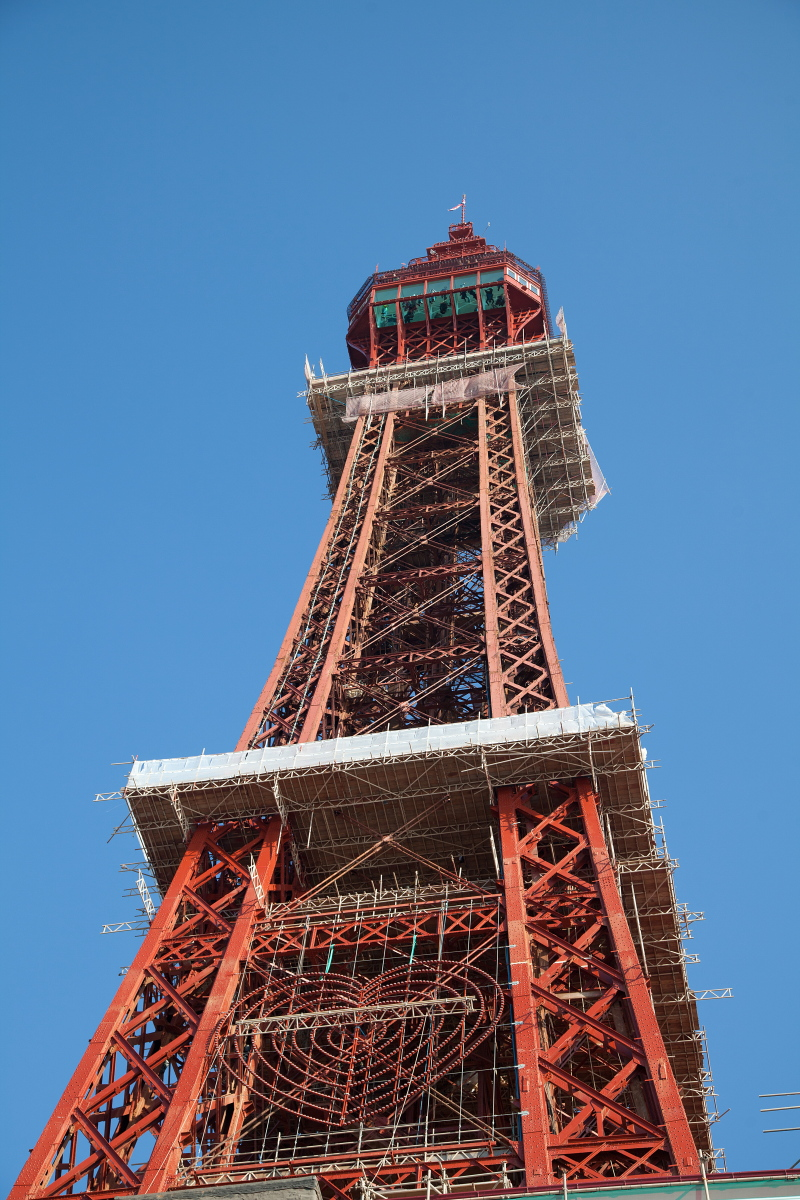
Blick vom Turmfuß auf den Schaft und den Glasboden im Turmkorb während der Renovierungsarbeiten 2011

Nach dem Krieg wurde der Turm im August 1946 wieder der Öffentlichkeit zugänglich gemacht, und man richtete 1949 in seinem Turmkorb einen Briefkasten für die Besucher ein. Die hydraulisch betriebenen Fahrstühle ersetzte man in den Jahren 1952 bis 1957 durch zeitgemäßere elektrische, die gleichzeitig weniger anfällig bei starken Winden waren.
Bis 1964 blieb die Familie Bickerstaffe Eigner des Turms, den sie dann an das Tonträgerunternehmen EMI verkaufte. Im Laufe der Jahre wurde der Turm immer wieder zu bestimmten Anlässen geschmückt oder ausstaffiert. Am 10. Oktober 1973 wurde der Turm in die Denkmalliste aufgenommen. 1984 hängte man zum 90. Geburtstag des Blackpool Tower ein riesiges über 25 Meter großes aufgeblasenes Modell eines bedrohlich zähnefletschenden King Kong an den Turm, das man aus der Filmstadt San Diego überführt hatte. Im selben Jahr wurde der Turm in die höchste Kategorie „Grade I“ der Denkmalliste Statutory List of Buildings of Special Architectural or Historic Interest hochgestuft und einer gründlichen Außenrenovierung unterzogen. Im Mai 1985 gab der Entfesselungskünstler Karl Bartoni (ortsansässig) seiner Braut in einem blumengeschmückten Käfig, welcher unterhalb der Aussichtsplattform, in ca. 110 m Höhe, angeseilt war, vor Tausenden Menschen sein Ja-Wort.
1992 wurden die Fahrstühle und Fördermaschinen ein zweites Mal ausgetauscht und der Komplex im selben Jahr von Prinzessin Diana unter dem Namen Tower World neu eröffnet. Die regulär in einem dunklen Rot bemalte Stahlfachwerkkonstruktion wurde zu ihrem hundertjährigen Bestehen goldfarben angestrichen. Im Oktober 2007 wurde an der Spitze des Blackpool Tower ein weithin sichtbares Laserlicht installiert. Der Astronom Patrick Moore kritisierte diese Einrichtung als unnötig und störend, da sie aufgrund ihrer Stärke die Beobachtungen des astrophysikalischen Instituts der University of Central Lancashire in Preston beeinträchtige.
Nachdem Mitte der 1960er Jahre die Familie Bickerstaffe den Turm an EMI verkauft hatte, wechselten in den folgenden Jahrzehnten die Eigentumsverhältnisse mehrfach. Im März 2010 kaufte die Stadtregierung den Turm und unterhält ihn seither zusammen mit der Merlin Entertainment Group, die in eine Reihe von weiteren Attraktionen im und am Turm investierte. Die Aussichtsplattformen wurden wegen Renovierungsarbeiten 2010 für die Öffentlichkeit geschlossen und am 1. September 2011 wiedereröffnet. Die aufwändigen Arbeiten waren Teil einer Investition von 20 Millionen Pfund in den Turm und die Promenade. Im Laufe des Jahres 2012 wurden die Turmfüße neu gestrichen. Dies markierte den Beginn einer längeren Restaurierungsphase bei der auch das stützende Mauerwerk repariert und das Stahlskelett saniert wurde. Am 31. Mai 2016 waren mit dem Abbau des beweglichen Baugerüsts die Arbeiten abgeschlossen.

## Attraktionen
Der Turmkomplex bietet Besuchern neben den Aussichtsterrassen an seiner Spitze weitere teilweise traditionelle und geschichtsträchtige Attraktionen im Basisgebäude. Manche der Attraktionen wurden im Laufe der Jahre dem sich veränderten Zeitgeist angepasst.

### Blackpool Tower Eye

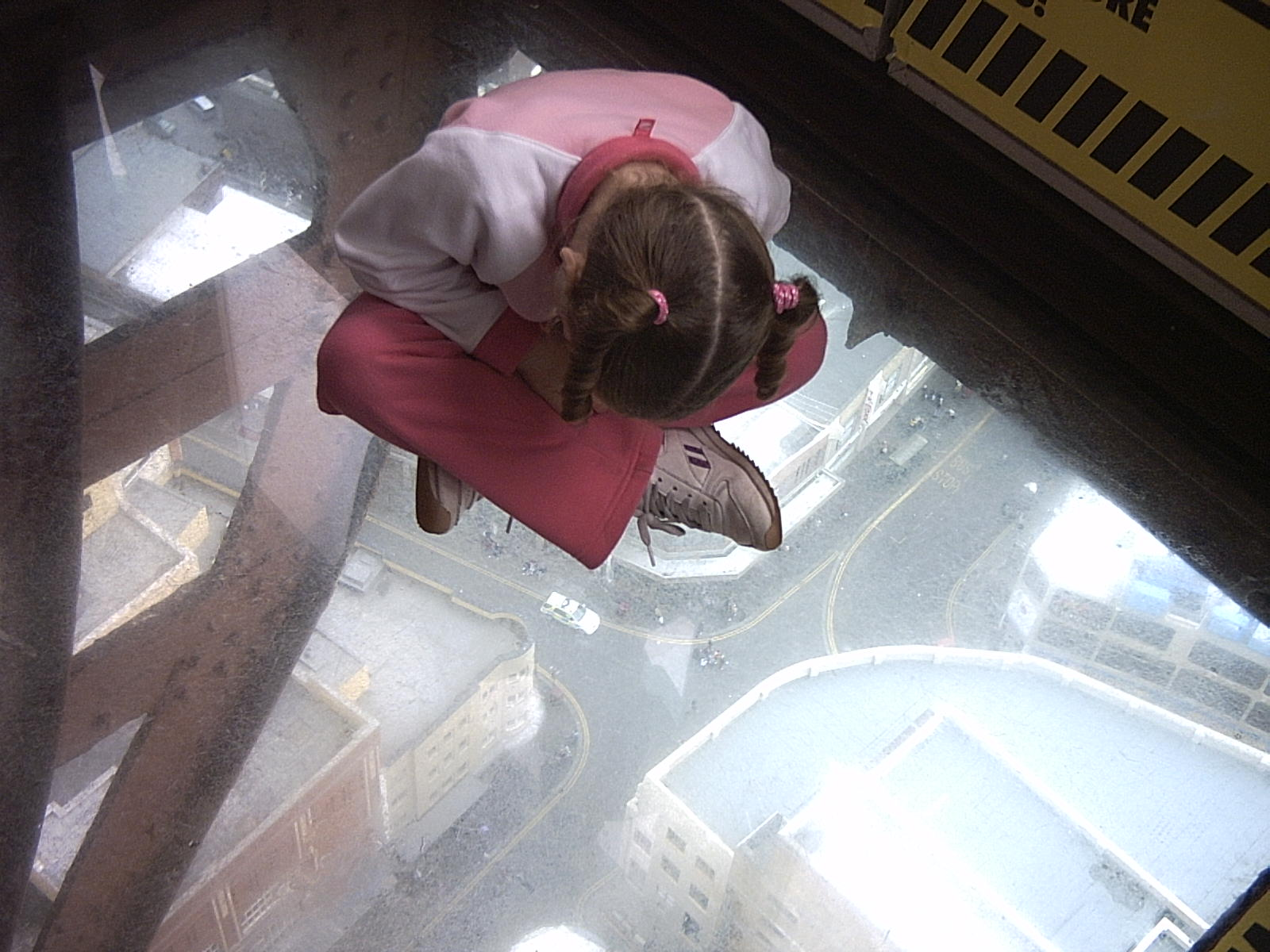
Blick durch den Glasboden des Blackpool Tower

Als Blackpool Tower Eye wird die Aussicht vom Blackpool Tower vermarktet; die Namensgebung lehnt sich an das London Eye an, einer ebenfalls von Merlin Entertainment betriebenen Touristenattraktion. Zwei Aufzüge befördern die Besucher vom Haupthaus auf eine Ebene in 17 Meter Höhe, von wo aus der Hauptaufzug in 69 Sekunden zur Turmspitze führt.
Die größte Aussichtsplattform befindet sich auf 116 Meter Höhe. Über dem südwestlichen Turmfuß ist der Boden und ein Teil der Wand vollständig mit Glas ausgekleidet. Diese ursprünglich Walk of Faith (deutsch: Vertrauenspfad), und jetzt Sky Walk (deutsch: Himmelspfad) genannte Attraktion ermöglicht den senkrechten Blick nach unten auf die Straßenebene. Der 1998 nach dem Vorbild des CN Tower in Toronto eingebaute, 4,15 Tonnen schwere Glasboden im Turmkorb ermöglicht den senkrechten Blick in die Tiefe. Das zweifach verstärkte Glas hat eine Stärke von fünf Zentimetern.
An klaren Tagen ermöglicht der Turm den Ausblick auf die Halbinsel Furness, das Naturschutzgebiet Forest of Bowland, den Lake District und den 557 Meter hohen Pendle Hill, sowie über die Region Nordwales und sogar auf die Isle of Man. Über der unteren Aussichtsplattform befinden sich zwei weitere kleinere Freiluftplattformen, die für die Öffentlichkeit zugänglich und mit einer entsprechenden Vergitterung geschützt sind.

### Ballsaal

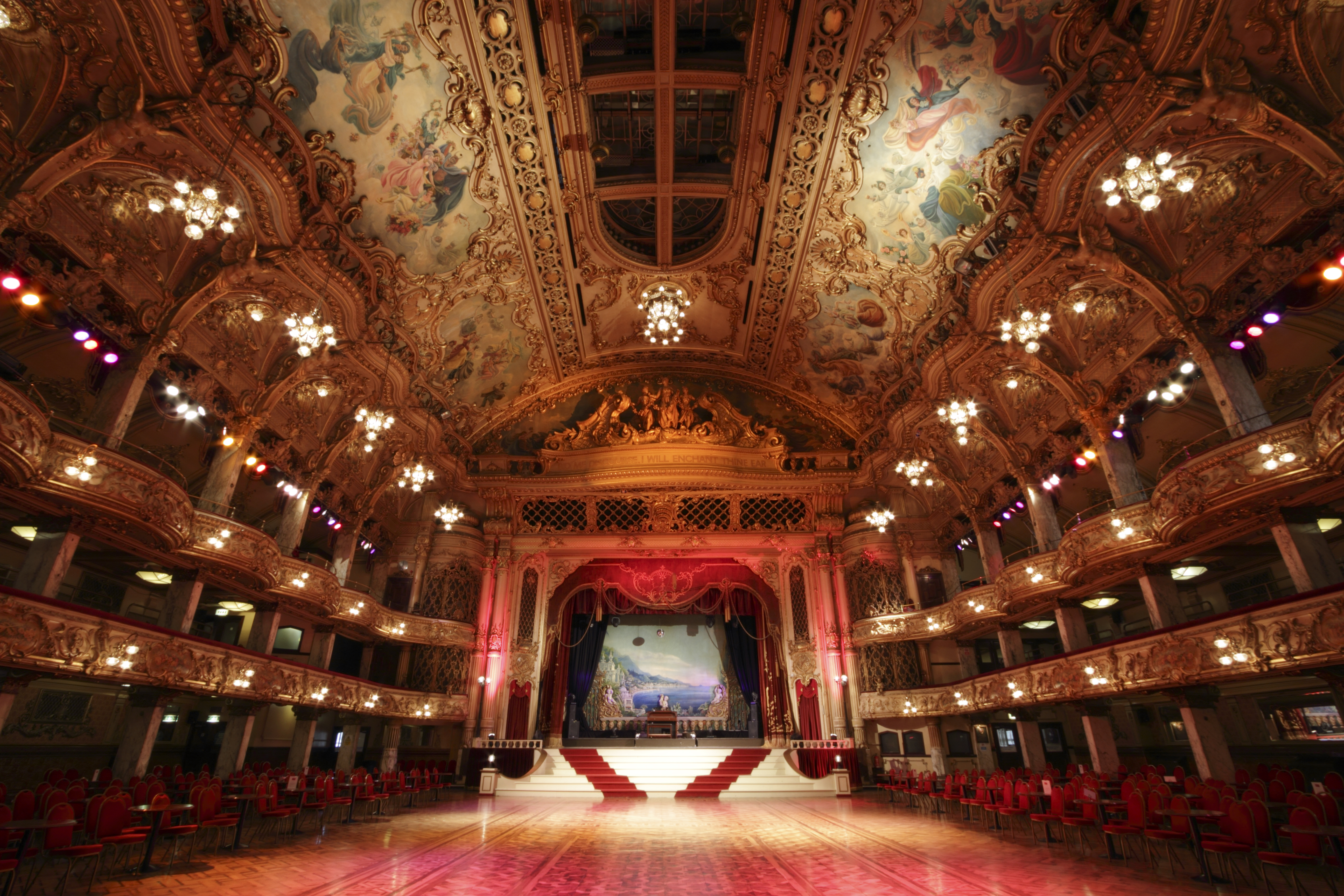
Ballsaal

Nur wenige Monate nach Eröffnung des Blackpool Tower, im August 1894, eröffnete der Tower Pavilion. Dieser ursprüngliche Ballsaal war kleiner als der heutige und befand sich im vorderen Teil des Komplexes. Der heutige Saal wurde in den Jahren 1897 bis 1898 nach einem Entwurf von Frank Matcham erbaut. Matcham entwarf auch das Grand Theatre in Blackpool, das 1899 eröffnet wurde.
Der Fußboden des Saals mit quadratischem Grundriss und einer Kantenlänge von 37 Metern ist aus 30.602 einzelnen Plättchen aus Mahagoni-, Eichen- und Walnussholz zusammengesetzt. Das Tanzparkett wird zu drei Seiten hin von dreistöckigen Galerien umgeben. Zu einer Seite öffnet sich eine Bühne, die über eine Treppe erreichbar ist. Über der Bühne steht „Bid me discourse, I will enchant thine ear“ aus William Shakespeares Venus and Adonis. Jeder im Saal hängende Leuchter kann zum Zwecke der Reinigung bis zum Boden herabgelassen werden.
Von 1930 bis 1970 war Reginald Dixon (1904–1985), auch als „Mister Blackpool“ bekannt, als Organist im Ballsaal tätig. Die erste Kinoorgel von Wurlitzer wurde 1929 installiert, allerdings sechs Jahre später durch eine von Dixon selbst entworfene ersetzt. Ernest Broadbent übernahm 1970 Dixons Amt und war bis zu seinem Ausscheiden 1977 Organist im Ballsaal. Seither ist Phil Kelsall Organist.
Der Saal wurde durch einen Brand am 14. Dezember 1956 stark beschädigt. Neben dem Parkett wurde auch das darunter liegende Restaurant in Mitleidenschaft gezogen. Die Beseitigung des Schadens dauerte zwei Jahre und kostete 500.000 Pfund. Das ehemalige Restaurant wurde zur Tower Lounge umgebaut. Eine Wiedereröffnungsfeier fand am 28. Mai 1958 statt.
Der Ballsaal war für mehrere Jahre Austragungsort der BBC-Reihe Come Dancing, sowie der Show Strictly Come Dancing, mit dem am 11. Dezember 2004 ausgetragenen Finale. Das Blackpooler Jugend Tanz-Festival Open to the World findet ebenfalls seit 1964 jährlich in diesen Räumlichkeiten statt. Ursprünglich war das Tanzen an Sonntagen nicht erlaubt und es herrschten auch sonst strenge Regeln im Ballsaal. Im Saal spielten eine Reihe von festen Bandbesetzungen, darunter Bertini und seine Band und Charlie Barlow. Unter der Leitung des Betreibers Leisure Parcs und dem Direktor Greg Francis formierte sich nach 25-jähriger Pause die Blackpool Tower Big Band neu.

### Tower Circus

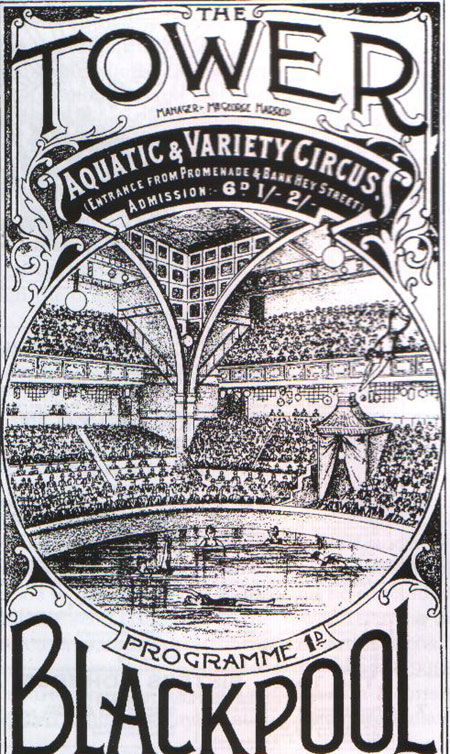
Erstes Programmheft zur Zirkusvorstellung des Tower Circus 1894

Im Blackpool Tower befindet sich der permanent residierende Tower Circus, der bis zu 2.500 Besuchern Platz bietet. Der Zirkus gab am Tag der Turmeröffnung, am 14. Mai 1894, seine erste Vorstellung und hat seither ununterbrochen in jeder Saison gespielt. Damit ist der Zirkus der älteste im Vereinigten Königreich, der ohne saisonale Unterbrechung aufgeführt hat und die älteste dauerhafte Zirkusarena der Welt.
Die Manege mit einem Durchmesser von 12,8 Metern befindet sich an der Basis, eingebettet innerhalb der vier Turmfüße. Die von Frank Matcham aus dem Jahr 1900 gestaltete Einrichtung ist noch originalgetreu erhalten. In das Zirkusrund kann ein Wasserbecken eingelassen werden, das ein Fassungsvermögen von 160.000 Liter hat und 1,37 Meter hoch ist. Dort werden kunstvoll gestaltete Fontänen betrieben, die für das Finale der Vorstellung eingesetzt werden. Auf einer Höhe von sechs Metern über dem Grund befindet sich eine Galerie. Die auf knapp 17 Metern Höhe befindliche Decke des Zirkus bildet den Boden der Aufzugshalle.
Seit der Eröffnung hatten viele Zirkusstars in der Manege des Tower Circus ihre Auftritte. Der Clown Charlie Cairoli (1910–1980) trat insgesamt 39 Jahre hier auf. Tierdressurnummern wurde bis 1990 aufgeführt und die Vorführungen wurden durch die eigene Live-Band begleitet.
Ende der 1990er Jahre gab es Überlegungen, den Traditionszirkus durch eine animierte Attraktion zu ersetzen. Der Zirkusbetrieb wurde aber fortgeführt, da sich die breite Öffentlichkeit dagegen aussprach. Derzeitiger Zirkusdirektor ist der Ungar Laci Endresz Jr. (* 1974). Während der Wintermonate finden im Zirkus, anstelle der regulären Vorführungen, Pantomimevorstellungen statt.
Neben Zirkusvorführungen fanden in den Räumlichkeiten 1950–1951 und 1955–1956 die Snookerweltmeisterschaften und 1977 die erste Auflage der UK Championship im Snooker statt.

### Aquarium
Bereits vor dem Bau des Blackpool Tower befand sich seit den 1870er Jahren ein Aquarium an entsprechender Stelle. Mit dem Bau des Basishauses wurde dieses integriert und war Teil von Dr Cocker’s Menagarie and Aquarium. Es blieb während der Bauarbeiten zum Turm geöffnet, um aus den Eintrittsgeldern die Baukosten teilweise decken zu können. Das Aquarium zeigte auf einer Fläche von 44,5 × 18,9 Metern insgesamt 57 unterschiedliche Arten von Süß- und Salzwasserfischen. Das größte Aquarium hatte ein Fassungsvermögen von 32.000 Litern. Ende 2010 schloss das Aquarium endgültig, um für die neue Dungeons-Attraktion Platz zu schaffen. Seit 1990 existiert in Blackpool bereits ein Standort des Sea Life Centre, das seit 1999 zur selben Betreibergesellschaft Merlin Entertainments Group gehört wie der Blackpool Tower.

### Weitere Attraktionen
Seit September 2011 befindet sich im Blackpool Tower ein 4D-Kino. Außerdem gibt es mit dem Jurassic Walk (deutsch: Jurapfad) eine prähistorisch nachgestellte Landschaft, die die Zeit der Dinosaurier nachempfindet. Die ebenfalls neu eröffnete Attraktion Tower Dungeon (deutsch: Turmverlies) ist eine Form von Gruselkabinett, das schaurige Sagen und Begebenheiten der Blackpooler Geschichte der vergangenen 1000 Jahre nachstellt.
Mit dem Jungle Jim’s Towering Adventureland wird innerhalb der Räumlichkeiten des Basishauses ein 2500 Quadratmeter großer Abenteuerspielplatz für Kinder geboten. Thematisch wird eine versunkene Stadt dargestellt, in der man eine Reihe von Abenteuern in Form von Schatzsuchen bestreiten kann.
Eine Ausstellung erinnert an das Leben des berühmten Clowns Charlie Cairoli. Ebenfalls einen geschichtlichen Rückblick bietet der Tower Heritage Trail, der sich der Geschichte des Turms widmet. Die Tower Lounge Bar, ein großer Pub, der rund 1.500 Personen Platz bot, wurde im November 2014 geschlossen. An seiner Stelle hat im Sommer 2016 ein Fischrestaurant der Kette Harry Ramsden sowie eine weitere Gaststätte im Turmkomplex eröffnet.

## Rezeption

### Rezeption in Architektur und Gesellschaft

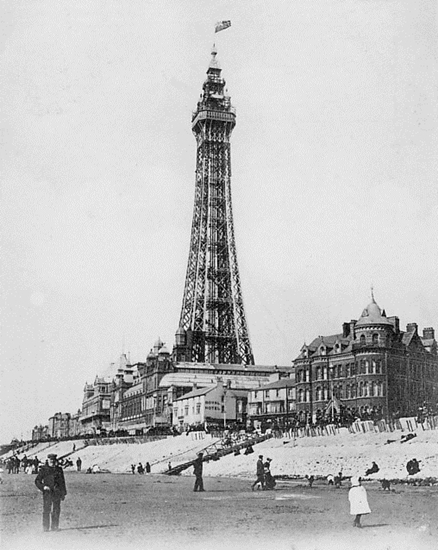
Blackpool Tower, um 1902

Der Blackpool Tower gehört zu den ersten von insgesamt sechs Turmbauprojekten, die Ende des 19. und Anfang des 20. Jahrhunderts im Vereinigten Königreich im Zuge der durch den Bau des Eiffelturms aufkeimenden Turmbauwelle entstanden sind. Gleichzeitig ist das Bauwerk das einzig erhaltene Turmbauwerk aus dieser Ära. Der Turm gilt als große Ingenieursikone des Viktorianischen Zeitalters und als bedeutendste britische Konstruktion jener Zeit. Parallele Versuche, im Vereinigten Königreich, hohe Turmbauwerke zu etablieren wie etwa der Watkin’s Tower scheiterten, mussten Jahrzehnte später wieder abgerissen werden wie der New Brighton Tower oder aber wurden wie der Douglas Tower nie umgesetzt.
Der Blackpool Tower erlangte eine starke Symbolkraft für die Stadt aber auch für den britischen Küstenlandstrich. Ähnlich wie Piers ermöglicht der Turm den Menschen die menschliche Gewalt über die Natur zu zelebrieren. Ähnlich wie der Eiffelturm die damaligen Klassenunterschiede aufbrach sehen Historiker auch beim Blackpool Tower mannigfaltige demokratische Freiräume, die das Bauwerk geschaffen habe. Der Blackpool Tower war vor allem zum Zeitpunkt seiner Eröffnung ein Ort des Vergnügens und des Ausbruchs aus den Konventionen des Arbeitsalltags bis hin zum utopischen Symbol der Hoffnung für jeden Besucher Blackpools. Zentral bei diesen Interpretationen bleibt die Fernsicht, die der Blackpool Tower zu einer Zeit ermöglichte, als es noch keine zivile Luftfahrt gab. Bis in die 1930er Jahre ist dokumentiert, dass Besuchergruppen ihren ersten Blick von der orientalischen Turmkanzel als ausgesprochen aufregend beschrieben haben. Die ihrem Wesen nach utilitaristischen Stadtstrukturen erhielten mit dem Blick aus dem Turm einen ornamentalen Charakter und wuchsen zu einem mächtigen Symbol für den Zugang in eine andere Welt heran.
Heutzutage spielt die Bedeutung der ersten Jahrzehnte nicht so eine tragende Rolle. Jedoch hat es der Blackpool Tower geschafft, seine Popularität zu bewahren. Der 1894 errichtete Turm steht für Durchhaltevermögen und Disziplin des Industriezeitalters, sowie für Wert der Mittelschicht aus des Viktorianischen Zeitalters. Gleichwohl werden damit auch zusammengepferchte Massen, chaotische Wirtschaft, gestelzte Unterhaltung und schamlos zelebrierte Nostalgie in Verbindung gebracht.

### Rezeption in den Medien
Der Turm war in einer Reihe von britischen Filmen Handlungsort oder Teil des Geschehens. So findet der Showdown des Agentenfilms Dick Barton Strikes Back von 1947 am Turm statt. Der Bösewicht des Films möchte seine Wunderwaffe an die Turmspitze bringen und von dort hunderttausende Menschen sterben lassen. Um das zu vereiteln, wird er von der Hauptfigur, dem Agenten Dick Barton, verfolgt. Auf dem Weg zur Spitze kommt es zu einer Kampfszene im Fahrstuhl. Auch das Filmplakat greift die Handlung am Turm szenisch auf. Im Thriller Forbidden von 1949 ist der Blackpool Tower ebenfalls Teil einer dramatischen Szene und in der Tragikomödie Funny Bones von 1995 wird er in mehreren Szenen gezeigt. In Tim Burtons Film Die Insel der besonderen Kinder dient der Blackpool Tower und der Tower Circus als Kulisse für das Finale des Films.
In dem Lied Up the pool aus dem Album Living in the past der aus Blackpool stammenden Band Jethro Tull wird der Turm in einem Lied über ihre Heimatstadt in der Textzeile „The iron tower smiles down upon the silver sea“ aufgegriffen.
Die Allgegenwart des Turms im Stadtbild von Blackpool spiegelt sich beispielsweise darin wider, dass einige lokale Firmen und die örtliche Tageszeitung Blackpool Gazette seine Silhouette im Logo haben. Auch die Tourismusindustrie wirbt im Zusammenhang mit der Stadt Blackpool oder dem Umland häufig mit einer Darstellung der berühmten Sehenswürdigkeit.